# The Norfolk Phenomenon
Pour les articles homonymes, voir Norfolk.
Ne doit pas être confondu avec The Norfolk Phœnomenon.
The Norfolk Phenomenon est un étalon anglais de robe aubère, de la race du Trotteur Norfolk, né en 1825. Il devient célèbre pour sa rapidité au trot, et son influence comme étalon. 
Il est, entre autres, le père présumé de The Norfolk Phœnomenon, un étalon noir faisant partie des fondateurs de la race du Trotteur français. 

## Sources
The Norfolk Phenomenon est décrit dans le numéro du Sporting magazine de décembre 1834. Un portrait de lui est publié dans le Farmer's Magazine d'octobre 1845.

## Histoire
Il naît en 1825 chez M. John Bond, à Cawston, dans le Norfolk,. Il devient plus tard la propriété de M. Wrigh, à Rougham dans le Norfolk, puis celle de John Theobald, de Stockwell dans le Surrey, qui lui donne le nom de Norfolk Phenomenon. 
Immédiatement après la publication de son portrait en 1834, l'étalon est pris en charge par John Reynolds, de Wisbech, qui voyage avec lui dans tout le Norfolk occidental, le comté de Cambridge et celui de Lincoln. Un jeune vétérinaire, M. Thomas Wells, est envoyé à Wisbech pour sauver la vie de ce cheval, victime d'étouffement par un morceau de nourriture resté coincé dans sa gorge.
En 1838, M. H. R. Philips, un marchand de chevaux londonien influent, conseille à Robert Ramsdale de faire l'acquisition de cet étalon, malgré son âge relativement avancé de 14 ans. Après la mort de Robert Ramsdale, son fils Philip récupère l'étalon, et voyage avec lui jusqu'en Écosse à partir de 1848. The Norfolk Phenomenon est encore en vie à l'âge très avancé de 26 ans. Il est réputé avoir encore trotté à près de 30 ans, et être mort à Édimbourg à la suite d'une course au trot.

## Description
The Norfolk Phenomenon toise 1,58 m, et sa robe est de couleur aubère,. Le marchand Philips le décrit comme suit : « Je considérais cet étalon comme le meilleur étalon d'Angleterre à l'époque. Il mesurait 15 mains 2 pouces (158 cm), se tenait sur des jambes courtes et serrées, avait des sabots en bonne santé, une grande profondeur de sangle, une croupe symétrique, beaucoup d'énergie et une action merveilleuse, tout à fait correcte ». 
Dans la description qui accompagne son portrait dans le Farmer's magazine, écrite alors que le cheval avait 26 ans, il est dit « Il a de très bonnes épaules, d'excellents antérieurs, une tête remarquablement nette et bien mise, le dos court et les reins puissants, les jambes longues et très musclées, les jambes propres à peine pouliné, et il est court du genou jusqu'au sol. Il est complètement maître de vingt pierres, un extraordinairement bon marcheur, un très bon amble rythmé et rapide, et, en fait, son portrait le prouve, un bon spécimen d'un réel trotteur Norfolk comme jamais vu ».

## Pedigree
La mère de The Norfolk Phenomenon est une jument réputée très rapide, par Marshland Shales.
| Origines de The Norfolk Phenomenon | Origines de The Norfolk Phenomenon | Origines de The Norfolk Phenomenon | Origines de The Norfolk Phenomenon |
| ---------------------------------- | ---------------------------------- | ---------------------------------- | ---------------------------------- |
| Père (un étalon du Norfolk) 1819   | Fireaway - Burgess, 1815           | Fireaway - Wests, 1800             | Fireaway - Jenkinsons. 1780        |
| Père (un étalon du Norfolk) 1819   | Fireaway - Burgess, 1815           | Fireaway - Wests, 1800             | (une jument de trot d'Emmets)      |
| Père (un étalon du Norfolk) 1819   | Fireaway - Burgess, 1815           | ?                                  | Skyscraper PS                      |
| Père (un étalon du Norfolk) 1819   | Fireaway - Burgess, 1815           | ?                                  | ?                                  |
| Père (un étalon du Norfolk) 1819   | (une fille de Shales)              | Marshland Shales, 1802             | Thistletons Shales                 |
| Père (un étalon du Norfolk) 1819   | (une fille de Shales)              | Marshland Shales, 1802             | (une jument de Jenkins)            |
| Père (un étalon du Norfolk) 1819   | (une fille de Shales)              | ?                                  | ?                                  |
| Père (un étalon du Norfolk) 1819   | (une fille de Shales)              | ?                                  | ?                                  |
| Mère (une jument rouan)            | Fireaway - Reads, 1795             | Pretender - Wroots. 1788           | Fireaway - Jenkinsons. 1780        |
| Mère (une jument rouan)            | Fireaway - Reads, 1795             | Pretender - Wroots. 1788           | ?                                  |
| Mère (une jument rouan)            | Fireaway - Reads, 1795             | (une jument de trot de Reads)      | Scot Shales                        |
| Mère (une jument rouan)            | Fireaway - Reads, 1795             | (une jument de trot de Reads)      | ?                                  |
| Mère (une jument rouan)            | ?                                  |                                    | ?                                  |
| Mère (une jument rouan)            | ?                                  | ?                                  |                                    |
| Mère (une jument rouan)            | ?                                  | ?                                  |                                    |
| Mère (une jument rouan)            | ?                                  | ?                                  |                                    |

## Descendance et influence
The Norfolk Phenomenon donne naissance à d'excellents chevaux d'attelage dans le Norfolk, et son influence se retrouve chez de nombreux étalons importants des années suivantes. Ses descendants se vendent très cher à l'époque : Mr. John Bond a vendu six de ses poulains pour 846 pounds. 
Il est l'ancêtre de tous les étalons Hackney influents de la fin du XIXe siècle : Confidence (158), Norfolk Gentleman (492), et Great Shot (329). 
Il est enregistré par l'American Hackney Horse Society sous le numéro 522.

## Représentations iconographiques
The Norfolk Phenomenon est peint en 1840 par T. C. Freeman. Le portrait entre en possession de M. Walter Gibey, et est reproduit (sous forme de gravures) dans divers ouvrages. Folkard, originaire de Beccles, a également peint ce cheval, et le tableau original est revenu à la famille Bond : des répliques en ont aussi été publiées. Il existe de nombreuses représentations de ce cheval au trot, preuves de sa renommée d'alors.